# Laguna de Los Cerros

Az olmék kultúra központjai

Laguna de los Cerros egy kevéssé feltárt olmék régészeti lelőhely Mexikó Veracruz államában. A Tuxtla-hegység déli lábánál helyezkedik el. Laguna de los Cerros a négy legfontosabb olmék központ egyike, a másik három: La Venta, San Lorenzo Tenochtitlán és Tres Zapotes.
Laguna de los Cerrosban kb. 100 halom található, amik párhuzamosan helyezkednek el, köztük nagy négyszögletes plazákkal, azaz terekkel. A plazák végében kúpos halmok állnak. A nagyobb halmokat kisebb párhuzamos halmok övezik. A legtöbb halom a Mezoamerika kronológiája szerinti klasszikus korból származik, körülbelül i. e. 900 és i. e. 250 körül épültek.
Annak köszönhetően, hogy a település folyóvölgyekben fekszik, és hogy közel van a bazaltban gazdag, vulkanikus Tuxtla hegységhez, Laguna de Los Cerros szokatlanul hosszú ideig, mintegy 2000 évig volt lakott. Valószínűleg i. e. 1400-i. e. 1200 körül telepedtek meg itt az első emberek, és i. e. 1200 körül lett regionális központ, mintegy 150 hektáros területtel. I. e. 1000-re megduplázta a területét, mintegy 47 kisebb helyet csatolva a magához egy 5 kilométeres körön belül. Az egyik ilyen kisebb település Llano del Jicaro volt, ahol a monumentális szobrokhoz szükséges bazaltot bányászták. Azokat a szobrokat, amiket a Llano del Jícaró-i bazaltból készítettek még a 60 kilométerre lévő San Lorenzoban is megtalálták, így a kutatók úgy gondolják, hogy vagy közvetlenül, vagy Laguna de los Cerrost közbeiktatva, de Llano del Jicaro San Lorenzo-i befolyás alatt állt.
Llano del Jícarót valamikor i. e. 1000 körül hagyták el, és Laguna de los Cerros is hanyatlásnak indult. A hanyatlás oka nem ismert, talán megváltozott a San Juan folyó medre, mindenesetre a hanyatlás ideje egybeesik San Lorenzóéval.
A három másik olmék központtal ellentétben Laguna de los Cerrosból nem kerültek elő óriási kőfejek, bár körülbelül 2 tucat más szobrot találtak itt. A helyszínt csupán rövid ásatások során vizsgálták, Alfonso Medellin Zenil 1960-ban, Ann Cyphers az 1990-es évek végén és a 2000-es évek elején.

## Fordítás
Ez a szócikk részben vagy egészben  a   Laguna de los Cerros című angol Wikipédia-szócikk ezen változatának fordításán alapul.  Az eredeti cikk szerkesztőit annak laptörténete sorolja fel. Ez a jelzés csupán a megfogalmazás eredetét és a szerzői jogokat jelzi, nem szolgál a cikkben szereplő információk forrásmegjelöléseként.